# 王家沟街道
王家沟街道，是中华人民共和国新疆维吾尔自治区乌鲁木齐市头屯河区下辖的一个乡镇级行政单位。

## 行政区划
王家沟街道下辖以下地区：
王家沟储运新村社区、王家沟新园社区、西坪社区和百园社区。